# Regione di Junín
Junín è una regione del Perù (44.197 km², 1.274.781 ab., capoluogo Huancayo) localizzata nella parte centrale delle Ande peruviane.

## Geografia fisica
La regione di Junín confina:
- a nord con le regioni di Pasco e Ucayali;
- a est con la regione di Cusco;
- a sud con le regioni di Cusco e Huancavelica;
- a ovest con la regione di Lima.

## Economia
L'agricoltura (caffè e mais) è praticata prevalentemente nelle vallate dei fiumi Perené e Mantaro.
Rilevanti per l'economia della regione sono anche l'allevamento e l'industria mineraria (giacimenti di vanadio, rame, argento e carbone).

## Geografia antropica

### Suddivisioni amministrative
La regione è suddivisa in 9 province che sono composte di 123 distretti. Le province, con i relativi capoluoghi tra parentesi, sono:
- Chanchamayo (La Merced)
- Chupaca (Chupaca)
- Concepción (Concepción)
- Huancayo (Huancayo)
- Jauja (Jauja)
- Junín (Junín)
- Satipo (Satipo)
- Tarma (Tarma)
- Yauli (La Oroya)